# キャナル・ストリート (マンハッタン)

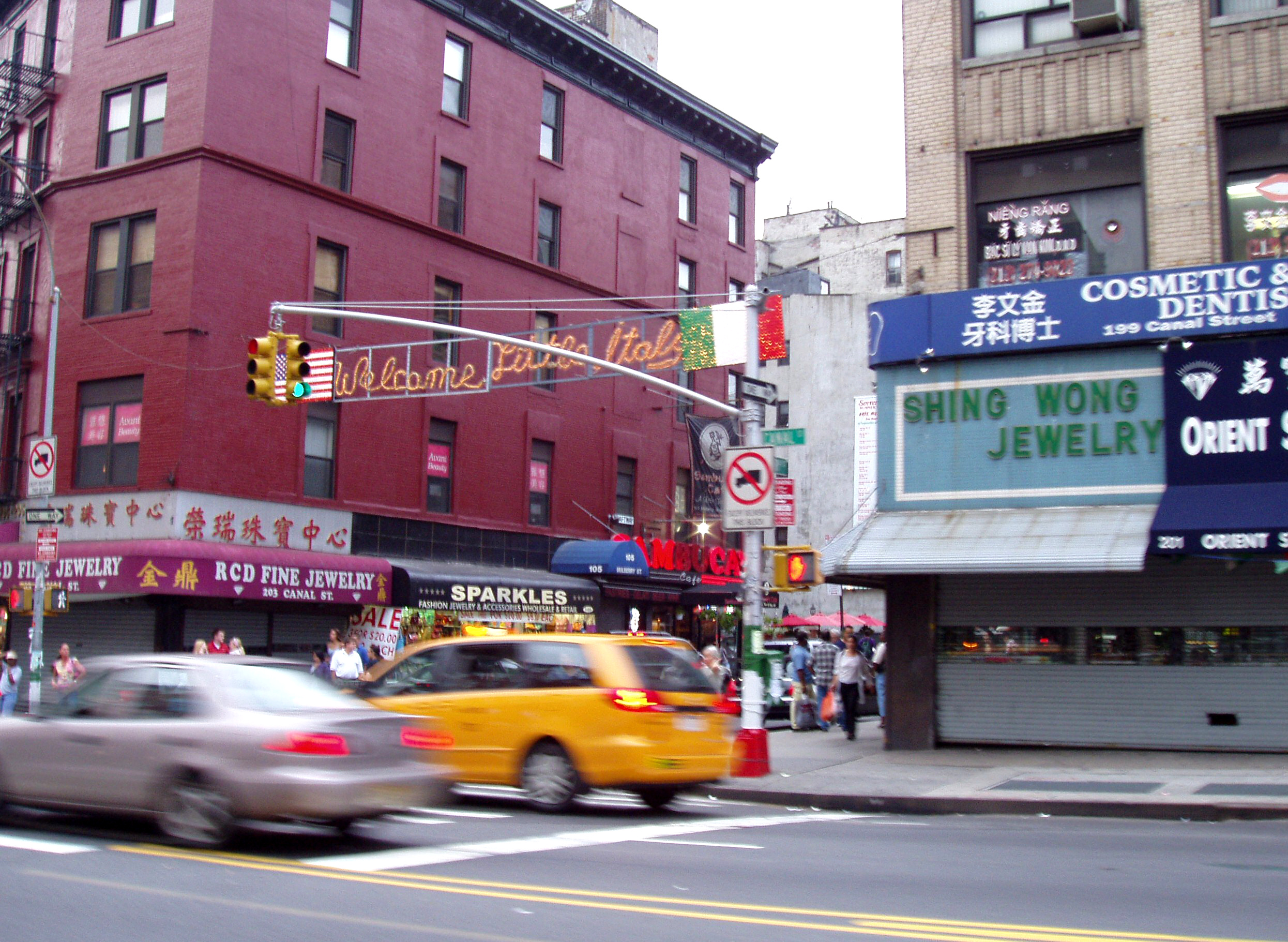
ニューヨーク市のメイン・チャイナタウンは、キャナルストリートでリトル・イタリーと接する。

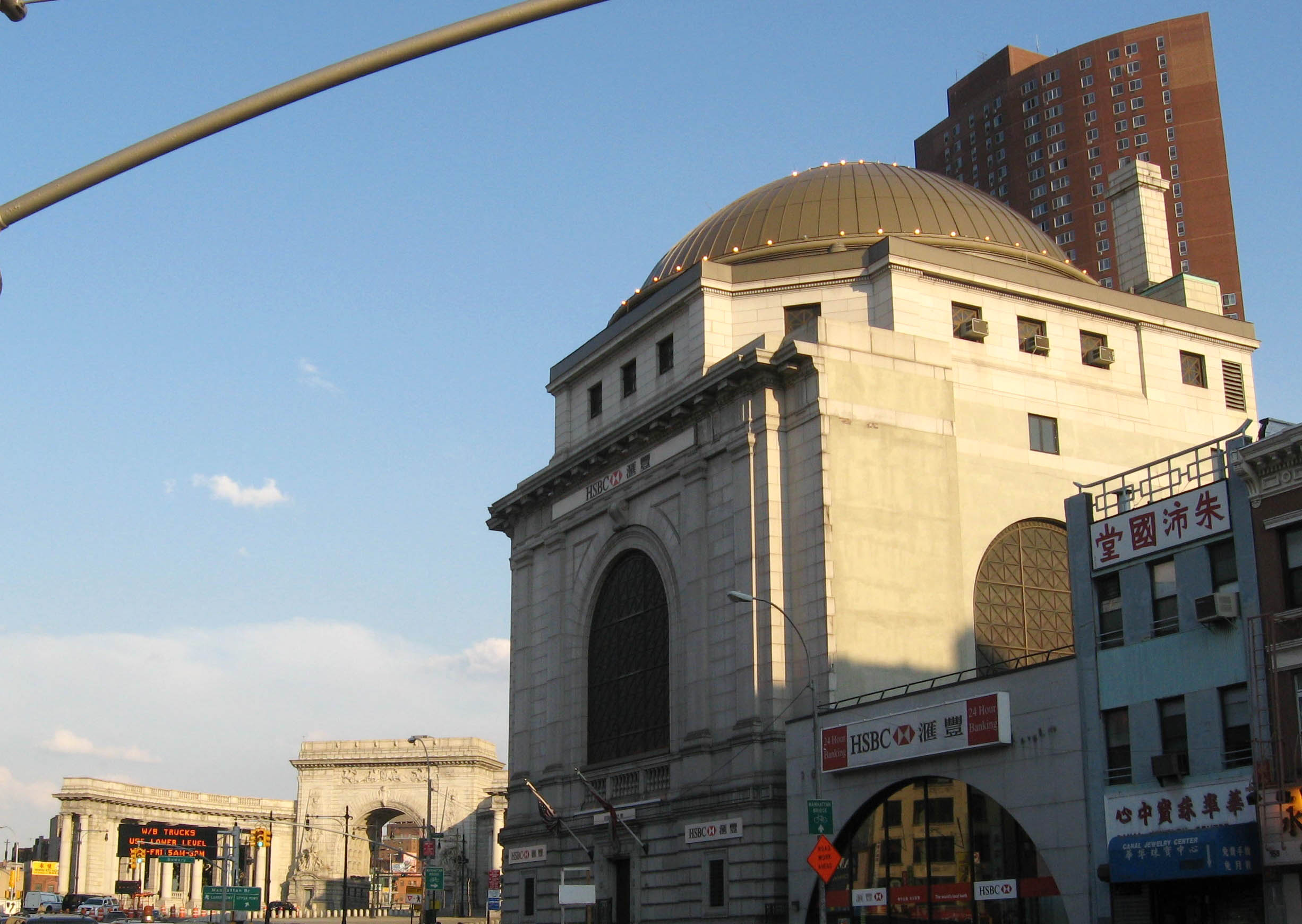
市民貯蓄銀行前。

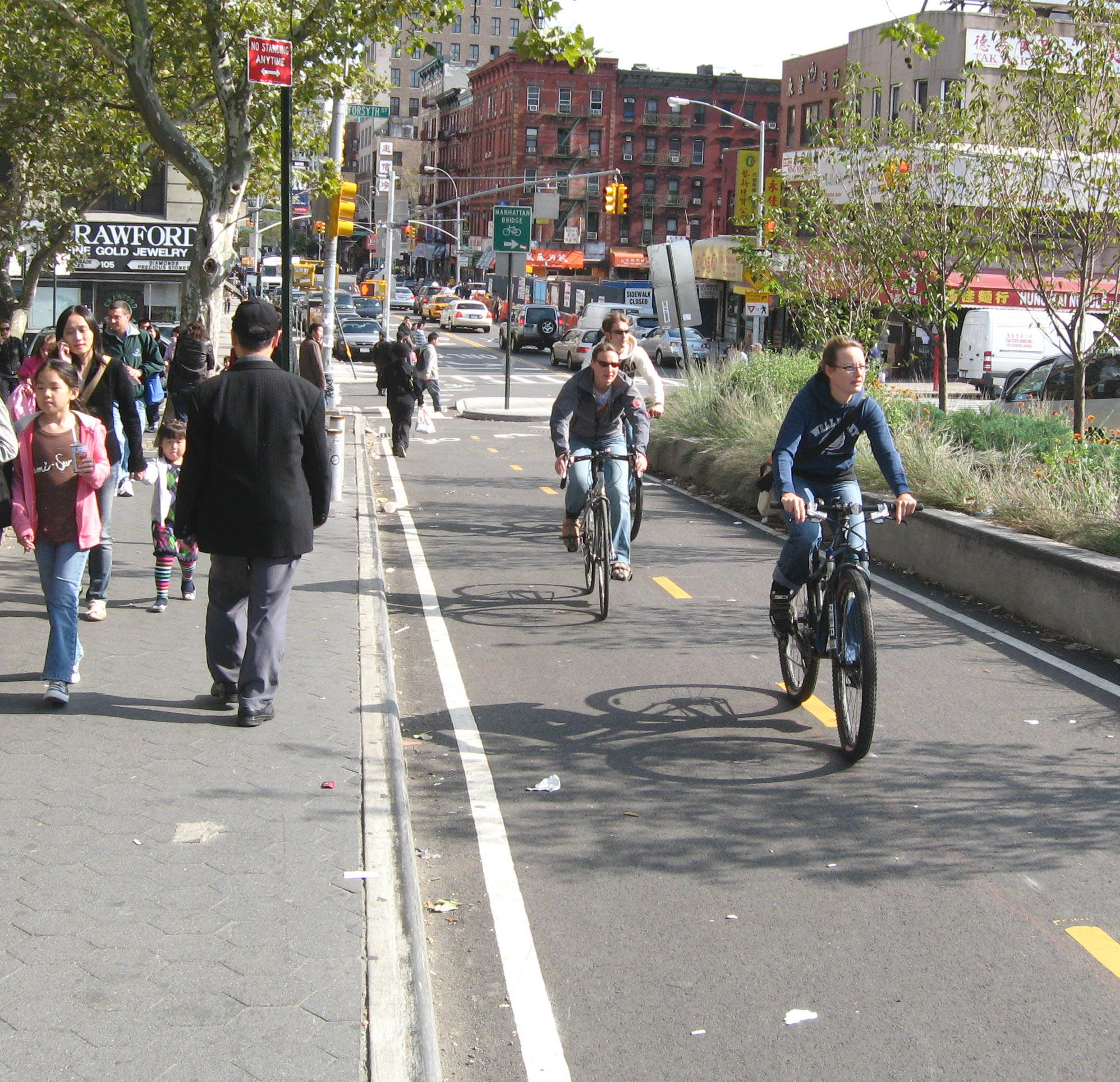
マンハッタン橋へ上がる。

キャナル・ストリート（英語: Canal Street）は、ニューヨーク市マンハッタン区ダウンタウンを東西に走る通りである。西のニュージャージー州へのホランド・トンネル（I-78）、東のブルックリンへのマンハッタン橋を繋ぎ、マンハッタンを横切る市内の幹線道路の1つである。この通りは、チャイナタウンの北側を走り、リトル・イタリーを2つに隔てる。さらに、トライベッカの北端、ソーホーの南端ともなっている。

## 歴史
キャナル・ストリートは、19世紀初頭、疫病に悩まされたコレクト・ポンド（貯水池）の汚染水をハドソン川へ排水するため、掘られた運河（キャナル）の名を取っている。貯水池は、1811年に埋め立てられ、キャナル・ストリートは、運河にあった道に続き、1820年に完成した。この地域には自然の泉が多くあり、排水する場所がなかったため、貯水池の除去により、周囲の土地は湿原と化した。そのため、ストリートに沿い建っていた歴史的なタウンハウスや新しい共同住宅は、破損した。生活環境が急激に悪化し、ストリートの東側は悪名高いファイブ・ポインツのスラム街の一部となった。
20世紀の初め、キャナル・ストリートとバワリーは、宝石貿易で栄えていた。しかし、世紀中頃、47丁目（現在ではダイアモンド・ディストリクトとなっている）に宝石店が移っていった。1920年代に、市民貯蓄銀行は、マンハッタン・ブリッジ・プラザに面したバワリーに、壮大な丸屋根の本部を建設した。ラジオ通りがなくなった25年後、ストリートの6番街周辺は、ニューヨークでも主要なエレクトロニクス・パーツの市場であった。

## 現在
現在、キャナル・ストリートは騒がしい商業地区である。西側は、店や行商人があり、混雑しており、東側は、銀行や宝石店街となっている。ストリートはまた、チャイナタウンの主な宝石商業地でもある。地元住民と同様に観光客も、安く芳香、財布、ハードウェア、工業用プラスチックなどを売る屋台や店に行くため、毎日やって来る。これらの品物の多くは、悪評高く、グレイ・マーケットで仕入れたものも多い。エレクトロニクス、衣類、アクセサリーなどは、商標登録されている。不法のCDやDVDも非常に一般的で、キャナル・ストリートの露店では、店や映画館で、公式にリリースされる前の商品を売っている。不法な商品の販売は、頻繁な警察の警戒にもかかわらず、ストリートに沿って行われている。

## 交通
ニューヨーク市地下鉄は、キャナル・ストリート周辺で多く走っている。ストリートには、西から東の順に下記の6つの駅がある。
- キャナル・ストリート駅 (IRTブロードウェイ-7番街線) - ヴァリック・ストリート、 系統
- キャナル・ストリート駅 (IND8番街線) - 6番街、  系統
- キャナル・ストリート駅 (BMTブロードウェイ線) - ブロードウェイ、   系統
- キャナル・ストリート駅 (IRTレキシントン・アベニュー線) - ラファイエット・ストリート、  系統
- キャナル・ストリート駅 (BMTナッソー・ストリート線) - センター・ストリート、 系統
- イースト・ブロードウェイ駅 (IND6番街線) - イースト・ブロードウェイ、  系統

キャナル・ストリートでは、M20（北行ハドソン・ストリート、南行ヴァリック・ストリート）、M5（北行6番街、南行ブロードウェイ）、M103（バワリー）、M15（アレン・ストリート）、M9（イースト・ブロードウェイ）のバス路線が走っている。